# Cópula

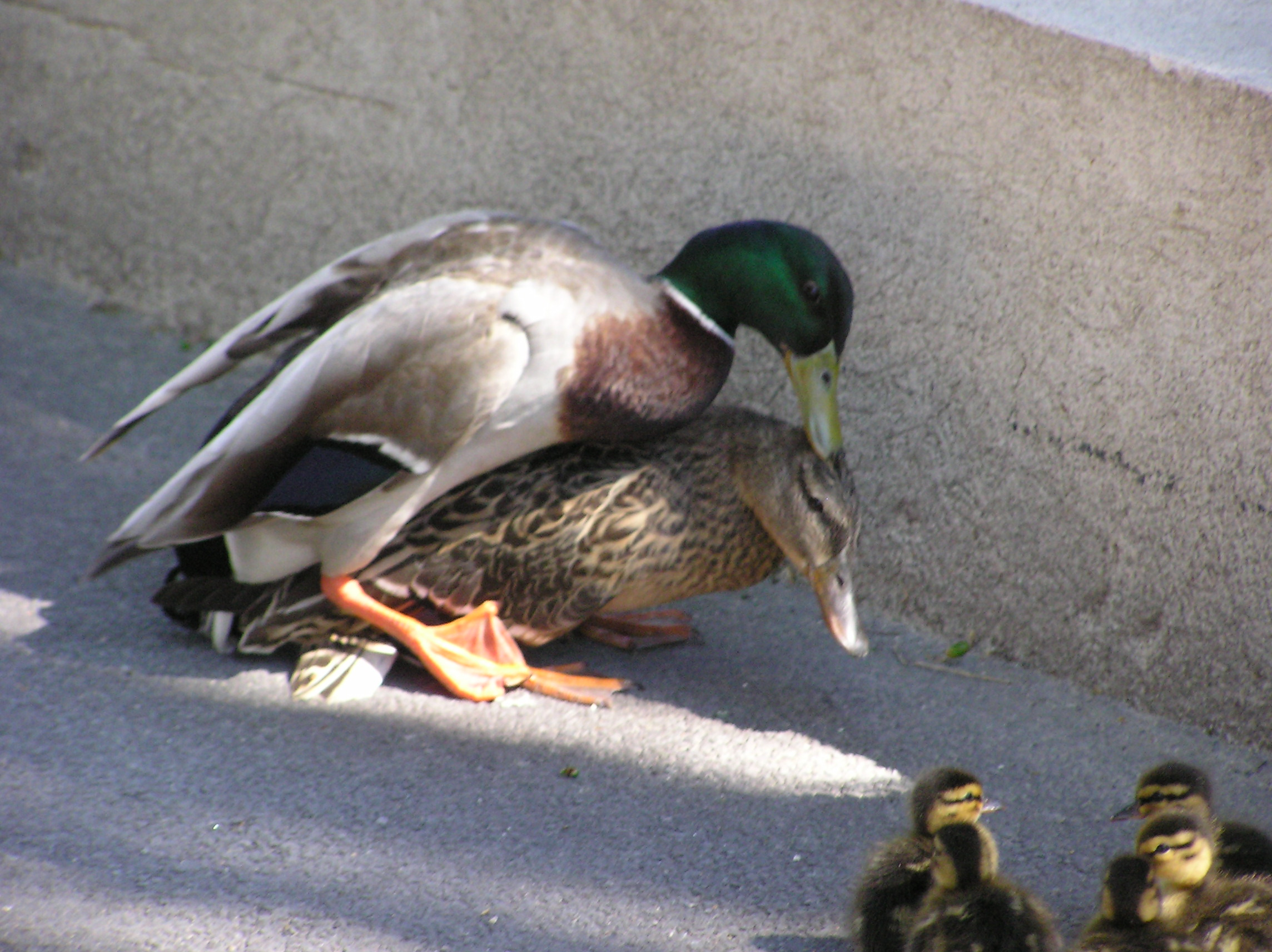
Acasalamento entre patos-reais (Anas platyrhynchos).

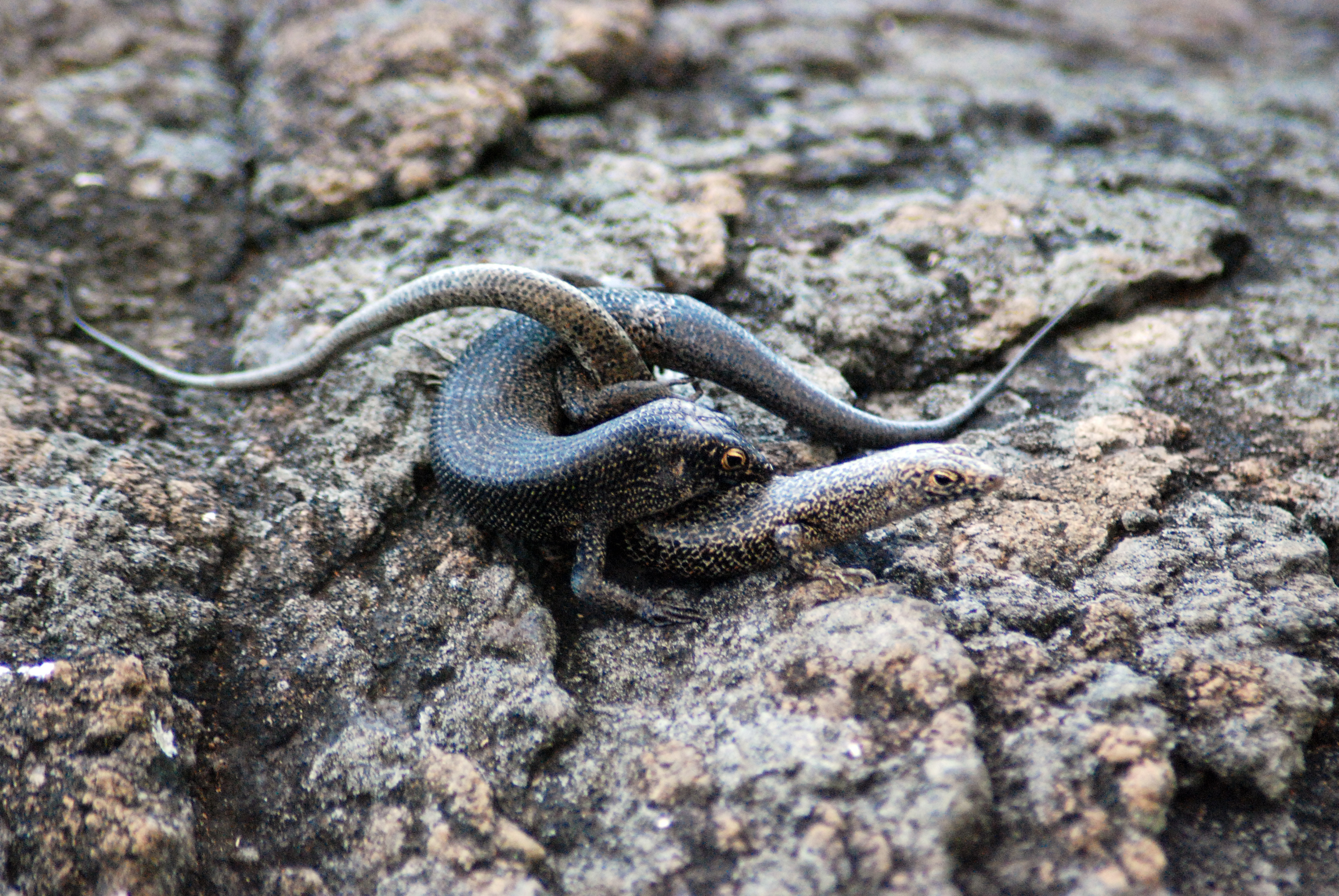
Largatixas endêmicas, de Fernando de Noronha, em cópula.

Cópula ou acasalamento é o processo que organismos do sexo oposto ou hermafroditas se utilizam para fins de reprodução sexual. A fecundação é a fusão de dois gametas. A cópula é a união dos órgãos sexuais de dois animais que se reproduzem sexualmente para inseminação e posterior fertilização interna. O acasalamento também pode levar à fertilização externa, como ocorre em anfíbios, peixes e plantas. Para a maioria das espécies, o acasalamento é entre dois indivíduos de sexos opostos. No entanto, para algumas espécies hermafroditas, a cópula não é necessária porque o organismo parental é capaz de autofecundação (autogamia).
O termo acasalamento também é aplicado a processos relacionados em bactérias, archaea e vírus. O acasalamento nesses casos envolve o pareamento de indivíduos, acompanhado pelo pareamento de seus cromossomos homólogos e então a troca de informações genômicas levando à formação de progênie recombinante (ver sistemas de acasalamento).

## Animais
Para os animais, as estratégias de acasalamento incluem acasalamento aleatório, acasalamento associativo ou um grupo de pares. Em algumas aves, inclui comportamentos como construção de ninhos e alimentação de filhotes. A prática humana de acasalamento e inseminação artificial de animais domesticados faz parte da pecuária.
Em alguns artrópodes terrestres, incluindo insetos que representam clados filogenéticos basais (primitivos), o macho deposita esperma no substrato, às vezes armazenado dentro de uma estrutura especial. O acasalamento envolve induzir a fêmea a levar o pacote de esperma para sua abertura genital sem cópula real. Em grupos como libélulas e muitas aranhas, os machos expelem espermatozoides em estruturas copulatórias secundárias removidas de sua abertura genital, que são então usadas para inseminar a fêmea (nas libélulas, um conjunto de esternitos modificados no segundo segmento abdominal; nas aranhas, é o pedipalpo masculino).
Em grupos avançados de insetos, o macho usa seu edeago, uma estrutura formada a partir dos segmentos terminais do abdômen, para depositar o esperma diretamente (embora às vezes em uma cápsula chamada espermatóforo) no trato reprodutivo da fêmea.
Outros animais se reproduzem sexualmente com fertilização externa, incluindo muitos vertebrados basais. Vertebrados (como répteis, alguns peixes e a maioria das aves) se reproduzem por fertilização interna via cópula cloacal, enquanto os mamíferos copulam vaginalmente.

## Plantas e fungos
Como nos animais, o acasalamento em outros eucariotos, como plantas e fungos. No entanto, em plantas vasculares isso é alcançado principalmente sem contato físico entre indivíduos de acasalamento (ver polinização), e em alguns casos, por exemplo, em fungos não existem órgãos masculinos ou femininos distinguíveis (ver isogamia); no entanto, os tipos de acasalamento em algumas espécies de fungos são um tanto análogos ao dimorfismo sexual em animais e determinam se dois isolados individuais podem ou não acasalar. As leveduras são microrganismos eucarióticos classificados nareino Fungi, com 1 500 espécies atualmente descritas. Em geral, sob condições de alto estresse, como falta de nutrientes, as células haploides morrerão; sob as mesmas condições, no entanto, as células diploides de Saccharomyces cerevisiae podem sofrer esporulação, entrar na reprodução sexual (meiose) e produzir uma variedade de esporos haploides, que podem acasalar (conjugar) e reformar o diploide.